# Per Hållberg
Per Hållberg (né le 24 mars 1978 à Örnsköldsvik) est un joueur professionnel suédois de hockey sur glace.

## Carrière

### Carrière en club
Formé au MODO hockey, il joue ses premiers matchs dans l'Elitserien en 1994. Il remporte le championnat suédois 2006 avec le Färjestads BK. Il part alors dans la LNA évoluer une saison avec l'EV Zoug.

### Carrière internationale
Il a représenté la Suède au niveau international. Il a remporté la médaille d'or au championnat du monde 2006 et le bronze en 2004.

## Statistiques

### En club
| Saison    | Équipe                   | Ligue       |    | Saison régulière | Saison régulière | Saison régulière | Saison régulière | Saison régulière |    | Séries éliminatoires | Séries éliminatoires | Séries éliminatoires | Séries éliminatoires | Séries éliminatoires |
| Saison    | Équipe                   | Ligue       | PJ | B                | A                | Pts              | Pun              | PJ               | B  | A                    | Pts                  | Pun                  |                      |                      |
| 1994-1995 | MODO hockey              | Elitserien  | 2  | 0                | 1                | 1                | 0                | --               | -- | --                   | --                   | --                   |                      |                      |
| 1995-1996 | MODO hockey Ornskoldsvik | Elitserien  | 1  | 0                | 0                | 0                | 2                | --               | -- | --                   | --                   | --                   |                      |                      |
| 1996-1997 | MODO hockey Ornskoldsvik | Elitserien  | 37 | 2                | 4                | 6                | 16               | --               | -- | --                   | --                   | --                   |                      |                      |
| 1997-1998 | MODO hockey Ornskoldsvik | Elitserien  | 46 | 4                | 3                | 7                | 32               |                  |    |                      |                      |                      |                      |                      |
| 1998-1999 | MODO hockey Ornskoldsvik | Elitserien  | 50 | 2                | 12               | 14               | 36               | 13               | 2  | 3                    | 5                    | 12                   |                      |                      |
| 1999-2000 | MODO hockey Ornskoldsvik | Elitserien  | 41 | 1                | 5                | 6                | 38               |                  |    |                      |                      |                      |                      |                      |
| 2000-2001 | MODO hockey Ornskoldsvik | Elitserien  | 40 | 3                | 8                | 11               | 38               | 7                | 1  | 4                    | 5                    | 4                    |                      |                      |
| 2001-2002 | MODO hockey Ornskoldsvik | Elitserien  | 45 | 1                | 9                | 10               | 32               | 13               | 2  | 1                    | 3                    | 6                    |                      |                      |
| 2002-2003 | Färjestads BK            | Elitserien  | 47 | 4                | 11               | 15               | 63               | 12               | 1  | 3                    | 4                    | 22                   |                      |                      |
| 2003-2004 | Färjestads BK            | Elitserien  | 48 | 8                | 9                | 17               | 30               | 17               | 2  | 2                    | 4                    | 12                   |                      |                      |
| 2004-2005 | Färjestads BK            | Elitserien  | 32 | 3                | 5                | 8                | 26               | --               | -- | --                   | --                   | --                   |                      |                      |
| 2005-2006 | Färjestads BK            | Elitserien  | 48 | 3                | 7                | 10               | 56               | 18               | 1  | 7                    | 8                    | 20                   |                      |                      |
| 2006-2007 | EV Zoug                  | LNA         | 32 | 3                | 13               | 16               | 30               |                  |    |                      |                      |                      |                      |                      |
| 2007-2008 | MODO hockey Ornskoldsvik | Elitserien  | 40 | 2                | 15               | 17               | 48               | 2                | 0  | 2                    | 2                    | 0                    |                      |                      |
| 2008-2009 | MODO hockey Ornskoldsvik | Elitserien  | 45 | 2                | 6                | 8                | 34               | --               | -- | --                   | --                   | --                   |                      |                      |
| 2009-2010 | MODO hockey Ornskoldsvik | Elitserien  | 32 | 1                | 9                | 10               | 16               |                  |    |                      |                      |                      |                      |                      |
| 2010-2011 | MODO hockey Ornskoldsvik | Elitserien  | 50 | 0                | 5                | 5                | 30               | -                | -  | -                    | -                    | -                    |                      |                      |
| 2011-2012 | Växjö Lakers HC          | Elitserien  | 29 | 2                | 2                | 4                | 26               | -                | -  | -                    | -                    | -                    |                      |                      |
| 2012-2013 | Asplöven HC              | Allsvenskan | 49 | 3                | 11               | 14               | 44               | -                | -  | -                    | -                    | -                    |                      |                      |
| 2013-2014 | IF Björklöven            | Allsvenskan | 49 | 2                | 23               | 25               | 44               | 7                | 0  | 3                    | 3                    | 6                    |                      |                      |
| 2014-2015 | IF Björklöven            | Allsvenskan | 40 | 1                | 6                | 7                | 42               | -                | -  | -                    | -                    | -                    |                      |                      |